# Libro codice

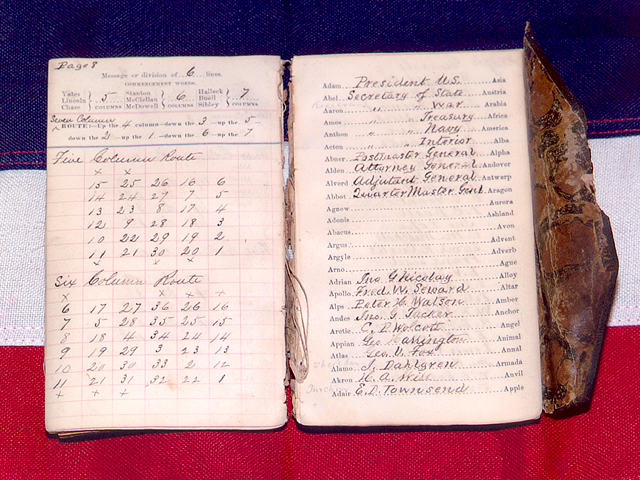
Libro codice per la Corrispondenza Telegrafica — Un libro codice utilizzato dall'impiegato addetto ai codici del generale dell'Unione Joseph Hooker

In crittografia un libro codice (in inglese codebook) è un documento utilizzato per implementare un codice che contiene le corrispondenti versioni in codice dei testi in chiaro.
Nell'accezione comune i termini "codice" e "cifrario" sono spesso considerati sinonimi ma quest'ultimo, a differenza del primo che opera per sostituzione, prevede un livello di intervento più basso, lavorando su singole lettere o, in caso di cifrari digitali, a livello di singoli bit.
Il libro codice contiene in genere una lista di termini per la codifica e la decodifica: ogni parola o frase ha uno o più sostituti che la rimpiazzano; per decifrare un messaggio scritto in codice ogni destinatario deve possedere una copia del libro codice. La distribuzione e la sicurezza fisica dei libri codice rappresenta una delle maggiori difficoltà nell'utilizzo dei codici se comparati con la distribuzione dell'informazione cifrata dei cifrari a chiave segreta, notevolmente più piccola e facile da occultare.
Un libro codice è solitamente costituito da due parti: una contenente la traduzione dal testo in chiaro a quello in codice, l'altra per la traduzione inversa. Per rendere più agevoli le operazioni di consultazione, entrambe le parti sono organizzate alla stregua di un dizionario: la prima presenta i termini in chiaro ordinati in ordine alfabetico, la seconda invece elenca in ordine alfabetico i termini in codice.